# Зысин, Юрий Аронович
Ю́рий Аро́нович Зы́син (5 января 1917, Петроград — 25 октября 1978, Москва) — советский физик, специалист в области ядерной физики, доктор физико-математических наук (1956), профессор (1958). Лауреат Ленинской и Сталинской премий.

## Биография
В 1939 году окончил физический факультет Ленинградского университета, поступил в аспирантуру при Институте химической физики АН СССР.
Участник Великой Отечественной войны.
В 1943 году был отозван из армии в Москву для участия в работах по созданию первых отечественных радиолокационных станций. В 1944 году защитил кандидатскую диссертацию (учёная степень кандидата технических наук была присвоена в 1946 году).
С 1945 по 1950 год работал в Лаборатории № 2 АН СССР.
В 1950 году по приглашению И. В. Курчатова перешёл на работу в КБ-11 (ныне — РФЯЦ-ВНИИЭФ). Начальник лаборатории, заместитель начальника научно-исследовательского отделения (1950—1960). Доктор физико-математических наук (1956).
С 1960 по 1978 год — начальник научно-исследовательского отделения-заместитель научного руководителя НИИ-1011 (ныне РФЯЦ-ВНИИТФ им. акад. Е. И. Забабахина).
Занимал активную гражданскую позицию, один из инициаторов установки памятника И. В. Курчатову в Снежинске
В свободное время занимался живописью, никогда не писал с натуры, так как считал, что это может разучить думать, ведь натура — готовая композиция со своей гаммой красок. Писал, как правило, в серых или в приглушенных красноватых тонах, считал, что яркие краски отвлекают от содержания картины.
Скоропостижно скончался в Москве.

Могила Зысина Ю.

Похоронен на Кунцевском кладбище (участок № 10).

## Научные интересы
Выполнил большую работу по измерению величин элементарных и групповых констант для расчета ядерных зарядов при создании первой термоядерной бомбы. Участвовал в создании моделирующих ядерные взрывы установок. Были проведены сложные физические опыты в подземных условиях ФО-10 и ФО-14, исследования поведения плазмы на лазерной установке «Сокол», была разработана методика моделирования сложных процессов перемешивания вещества и создана установка ЭКАП.
Обнаружил (совместно с O. K. Сурским) дисперсию нейтронов в плотной плазме.
Предложил схему сильноточного линейного ускорителя. Участвовал в разработке безжелезного бетатрона с повышенной интенсивностью излучения.
Вёл исследования в области физики высоких плотностей энергии (лазерный термоядерный синтез). Участвовал в исследованиях, связанных с использованием магнитной кумуляции.

## Высказывания
«Руководитель должен брать на себя ответственность за большие ошибки сотрудников — руководителя накажут в меньшей степени».
«Ведь как-то будет, не может быть, чтобы не было никак».
Сформулировал свой способ борьбы со злом в виде защиты от нападающей большой собаки: преодолев свой страх надо быстро и неожиданно засунуть в пасть собаке кулак и повернуть его несколько раз.
В случае неудачи в работе, когда становится очевидным её несостоятельность, говорил: «Пора выносить раненых с поля боя».

## Награды и премии
- Сталинская премия первой степени (1953) — за ядерно-физические исследования, связанные с разработкой и испытанием изделия РДС-6с
- Ленинская премия (1963)
- орден Ленина (1954)
- два ордена Трудового Красного Знамени (1956, 1971)
- орден «Знак Почёта» (1962)

## Память
В 1998 году учреждена премия им. Ю. А. Зысина за лучшие работы молодых сотрудников РФЯЦ-ВНИИТФ в области экспериментальной физики.
Материалы, посвященные Юрию Ароновичу Зысину, представлены в музее школы № 125 в Снежинске